# شهرستان بئیسکی
شهرستان بئیسکی (به لاتین: Biysky District) یک شهرستان در روسیه است که در سرزمین آلتای واقع شده‌است.